# Tavares Belo
Armando Alberto Tavares Belo (Faro, 20 de novembro de  1911 — Cascais, 13 de dezembro de 1993) foi um maestro e compositor português.

## Percurso
Praticamente autodidata, notabilizou-se especialmente na área da música ligeira, tendo composto músicas para artistas como Corina Freire, Beatriz Costa, Laura Alves, Alice Amaro, Anita Guerreiro, Deolinda Rodrigues e Max, entre outros, compondo ainda obras de cariz erudito (nomeadamente dois concertos para piano e orquestra).
Do seu vasto curriculo como maestro registe-se que dirigiu a Orquestra da RTP no 1º Festival RTP da Canção, em 1964, e que criou uma orquestra de jazz, Swing, com êxito nos anos 40 e 50.
Entra em 1946 para a Emissora Nacional, onde exerce o cargo de Maestro Titular da Orquestra Ligeira da Emissora Nacional, por 36 anos, até 1982, o ano da sua retirada.
Compôs ainda as bandas sonoras dos filmes Rosa de Alfama e Duas Causas, ambos de Henrique Campos.

## Reconhecimento
A 11 de fevereiro de 1984, foi agraciado com o grau de Oficial da Ordem do Infante D. Henrique.
Desde 2012 o seu nome está consagrado na toponímia de Lisboa através da Rua Tavares Belo, situada na freguesia de Santa Clara. É também homenageado em arruamentos de Fernão Ferro, concelho do Seixal, da Parede, concelho de Cascais, e de Faro, sua terra natal.